# Bandiera del Vietnam
La bandiera del Vietnam è stata adottata il 5 settembre 1945. Si tratta di una bandiera rossa con al centro una grossa stella gialla a cinque punte, che simboleggia la leadership del Partito Comunista del Vietnam. Il rosso rappresenta il successo e la rivoluzione. Le cinque punte della stella rappresentano, gli operai, i contadini, i soldati, gli intellettuali e i commercianti. Inizialmente bandiera del Vietnam del Nord, divenne bandiera dell'intera nazione dopo la riconquista e riunificazione con il Vietnam del Sud. In vietnamita è comunemente chiamata Cờ đỏ sao vàng ("Bandiera rossa con una stella dorata").

## Bandiere storiche

Prima Bandiera della Dinastia Nguyễn (1802-1887)
Seconda Bandiera della Dinastia Nguyễn (1887-1890)
Terza Bandiera della Dinastia Nguyễn (1890-1920)
Bandiera dell'Impero Vietnamita (1802-1945)
Bandiera dell'Impero del Vietnam (1945)
Bandiera dell'Indocina Francese (1887-1954)
Bandiera del Vietnam del Nord (1945-1955)
Bandiera dello Stato del Vietnam (1949-1955) e del Vietnam del Sud (1955-1975)
Bandiera del Governo Rivoluzionario Provvisorio del Vietnam del Sud (1969-1976)